# Pałac w Sobolewie
Pałac w Sobolewie – wybudowany w XV w. w Sobolewie.

## Położenie
Pałac położony jest we wsi w Polsce, w województwie dolnośląskim, w powiecie jaworskim, w gminie Wądroże Wielkie.